# 党内资产阶级
党内资产阶级是文化大革命末期批邓、反击右倾翻案风运动期间提出的政治概念。 由中国共产党理论家提出，用来指代共产党内资产阶级代表人物、共产党内走资本主义道路的当权派。

## 概述
1976年3月1日，《红旗》杂志发表池恒文章《从资产阶级民主派到走资派》，文章称：文化大革命“革了党内资产阶级的命”。3月3日中共中央下发的《毛主席重要指示》说：“搞社会主义革命，不知道资产阶级在哪里，就在共产党内，党内走资本主义道路的当权派。”3月10日，《人民日报》发表社论《翻案不得人心》，公开了毛泽东的这段话，并分析说：“这里明确指出，走资派就是社会主义革命时期的党内资产阶级。”将“党内资产阶级”等同于“走资派”。
6月18日，中共中央办公厅将1964年毛泽东批示“官僚主义者阶级与工人阶级和贫下中农是两个尖锐对立的阶级。”印发全党。 有作者发挥说：《官僚主义者阶级就是党内资产阶级》《无产阶级与党内资产阶级是两个尖锐对立的阶级》。 梁效有《邓小平与天安门广场反革命事件》《党内确实有资产阶级——天安门广场反革命事件剖析》《在同党内资产阶级斗争中占领和改造上层建筑》《〈论总纲〉和克己复礼》等一系列分析“党内资产阶级”的文章。张春桥指导编写的《社会主义政治经济学》将“社会主义生产关系的二重性”作为党内资产阶级产生的原因。
怀仁堂政变后，1976年10月18日，中共中央通知说：“王洪文、张春桥、江青、姚文元就是党内资产阶级的典型代表，是不肯改悔的正在走的走资派。” 1977年华国锋在中共十一大的政治报告则称“党内资产阶级”是四人帮诬蔑老干部在党内形成“一个资产阶级”，是“恶毒攻击”、“无耻诽谤”，“毛主席说资产阶级就在共产党内，指的就是党内走资本主义道路的当权派，根本不是说我们党内有一个资产阶级。”报告还称，四人帮诬蔑绝大多数军队老干部是“军内走资派”，形成“军内资产阶级”。
中共十一届六中全会通过《关于建国以来党的若干历史问题的决议》，否定无产阶级专政下继续革命的理论，称文化大革命所打倒的“走资派”，是党和国家各级组织中的领导干部，是社会主义事业的骨干力量。

## 评论
李君如认为，“党内资产阶级”理论的形成有两条线路，这过程中有正确的成分。

### 引用
1. ↑  巢峰主编. . 上海: 上海辞书出版社. 1993: 1052.
2. ↑  池恒. . 红旗. 1976, (3). （原始内容存档于2018-09-18）.
3. ↑  乔明甫，翟泰丰主编. . 成都: 四川人民出版社. 1991: 634.
4. ↑  . 中国文化大革命文库. （原始内容存档于2018-09-18）.
5. ↑  岳胜. . 天津师范大学学报(社科版). 1976, (4): 3-4.
6. ↑  冯华. . 辽宁大学学报:哲学社会科学版. 1976, (4): 3-6.
7. ↑  . 中国文化大革命文库. （原始内容存档于2018-09-18）.
8. ↑  华国锋.  . 维基文库. 人民日报. 1977-08-23 （中文）. “四人帮”胡说参加过民主革命的就是“资产阶级民主派”，而“民主派发展到走资派是客观的必然规律”，胡说走资派在我们党内不是一小撮，而是一大片，不是极少数，而是形成一个“党内资产阶级”。他们还诬蔑军队中的绝大多数老干部是什么“军内走资派”，形成所谓“军内资产阶级”。
9. ↑  中国共产党. . cpc.people.com.cn.   [2018-04-24]. （原始内容存档于2017-11-09）.
10. ↑  李君如. . 福州: 福建人民出版社. 2014: 256.